# فلورين إيغنات
فلورين إيغنات (بالرومانية: Florin Ignat)‏ هو لاعب كرة قدم روماني، ولد في 26 فبراير 1982 في غالاتس في رومانيا. لعب مع City'US Târgu Mureș ‏.

## وصلات خارجية
- فلورين إيغنات على موقع الاتحاد الأوربي (الإنجليزية)